# 宿命论
宿命論（英語：Fatalism；德語：Fatalismus，來自拉丁語 fatalis），或稱命運論、命定論等，是一種世界觀，根據這種想法，自然界和社會中的事件由更高的權力（如神靈）預先決定或基於邏輯必然性。在宿命論者看來，命運的巧合是不可避免的，人的意志無法與之對抗。然而，這並不一定意味著人類的決定和行動毫無意義。宿命論堅信存有任憑其自身擺佈，並與由此塑造的情緒狀態和生活態度聯繫在一起，即“對命運的服從/順從/聽從”（德語：Schicksalsergebenheit）。
宿命論的特徵是假定一個普遍作用的權威，或一種從一開始就決定了歷史進程和個人命運的邏輯必然性。決定權可以是從一開始就計劃和安排事件進程的神的旨意，也可以是在宇宙秩序框架內規定某個固定過程的非人力量。另一種證明假設可能與實際的等式作為邏輯要求。“因果決定論”的方法不同於這些宿命論的概念，後者將所有事件解釋為在無縫自然法則因果關係框架內其原因的必然結果。
一般而言，宿命論主要被理解為願意接受命運過程的假定必然性。宿命論態度的範圍從對不可改變的順從的接受，到對現有情況的熱情讚美，以及在其中英勇地主張自己的個人。為了強調對命運的肯定，弗里德里希·尼采創造了拉丁語語彙“命運之愛”。
在哲學和神學中，宿命論和決定論的相關論述一直存在爭議。從哲學上講，對未來的固定通常以二元性原則的普遍有效性來證明，根據二元性原則，不論時間之影響，關於未來的陳述不是真實的就是非真實的。這種概念被稱為邏輯宿命論。宗教宿命論有一個不同的起點，它基於宿命的概念，即神聖的宿命，源自啟示或預言。歷史上特別有力的表現是斯多葛派、基督教喀爾文派和回教的預定論教義。將命運的力量與星座聯繫起來的占星宿命論是一個特例。
作為一種跨文化現象，宿命論在神話和流行信仰傳統中以命運相關神祇表現出來。
宿命論和決定論都因其倫理後果而遭到廣泛拒絕。批評者宣稱它麻痺了行動，否認了人類的自主權並削弱了道德責任。

## 起源及發展
在現今伊拉克美索不達米亞的遺迹中，考古學家發現了迄今已知的最古老寫作。成千上萬塊刻上楔形文字的泥板構成了一幅鮮明的圖畫，使古代著名城市巴比倫的蘇美爾人和阿卡得人的生活文化得以活現眼前。據考古學家塞繆爾·克拉默説，蘇美爾人“由於人間疾苦，尤其是一些成因令人費解的事情，而深感苦惱”。他們渴望找到圓滿的解釋，於是命運的觀念就應運而生。

### 中國
商朝迷信鬼神，无論大小事都用甲骨文占卜以求吉凶，相信祖先与鬼神能夠庇佑自己，也向鬼神尋求未來之事。

### 古巴比伦
考古學家瓊·奧茨在著作中説：“在巴比倫，人人都有自己的神或女神。”巴比倫人相信，“個别的人也好，群體也好，命運通通都操縱在諸神的手裏”。克拉默説，蘇美爾人相信“掌管宇宙的神把邪惡、欺騙和暴力注定為生活的主要部分”。宿命的觀念給廣傳開去，而且深深受人尊重。
巴比倫人相信，占卜是“跟神溝通的一種方法”，通過占卜者就能知道神的旨意。占卜包括：藉着觀察事情來預告未來、解釋深奧事情的因由和説明事情隱含的意思。夢境、動物的行為和內臟是用來占卜的典型事物。一些給説成是預告未來出乎意料或不尋常的事情，一律記錄在泥板上。
研究古代文化的法國學者愛德華·多爾姆説：“占卜者和占卜的觀念可追溯到美索不達米亞的文化。”求神問卜是他們生活上一個顯著的特色。事實上，博泰羅教授也説：“任何事物都可以用來占卜。……經過仔細研究後，整個物質宇宙都可以被視為能够或多或少預示人的未來。”美索不達米亞人渴望預知自己的將來，因此對占星術十分热衷。
此外，巴比倫人也用骰子或籤來占卜。德博拉·貝內特在著作中説，這樣就可以“剔除人為因素，使諸神能更明確地啟露旨意”。不過，他們卻不認為神的旨意是無可變更的；只要向神懇求開恩，人就可以逃過厄運。

### 古埃及
公元前15世紀，埃及人和巴比倫人往來密切。他們在文化方面互相影響，結果跟命運有關的信仰就傳到埃及去了。為甚麽埃及人會接納這種觀念呢？牛津大學埃及學教授約翰·貝恩斯説：“在（埃及人）的宗教信仰裏，大部分都跟探知和回應不能預測或不幸的事情有關。”
伊希斯是埃及神祇之一，祂被描述為“生命的女神，命運的主宰”。埃及人同樣熱衷於占卜和占星術。一個歷史學家説：“埃及人求神問卜的方法五花八門、層出不窮。”然而，受巴比倫篤信命運之風影響的國家還不只埃及一個。

### 希臘與羅馬
讓·博泰羅説，在宗教理念方面，“巴比倫的影響力無遠弗屆，古代的希臘也抗拒不了”。論到宿命論在希臘人當中十分流行，彼得·格林教授有以下一番解釋：“世事變幻莫測，人也越來越害怕為所作的決定負責。事實上，希臘人覺得自己好像傀儡一樣，給注定的命運牽制着，未來根本早就預定好了。人是無法掙脱命運的枷鎖的；它是神的決定，人是沒法理解的。不過，人要是具備特殊技能或知識，就可以預知自己的命運。儘管預告的不一定順耳，但不少人覺得，預先知道多少總可以做點防範工夫。”
命運之説令人對未來稍稍安心之餘，也間接成為某些人利用的污穢手段。歷史家桑德貝克説：“世界是由一個神統治的説法，相當受統治階層歡迎。”原因是因為相信命運的百姓都會臣服君主，不易起謀反之意。
格林教授進一步解釋説：“相信命運使人尊重社會和政治的固有秩序，使人在道德、宗教和説話方面可以自我審查。希臘統治階層鼓吹宿命論，手段既高明又詭詐。百姓安於天命，他們的領導地位就穩如泰山，長存不變。相信命運的人會覺得，任何事情都是注定要發生的；上蒼為人着想，所以發生在人身上的事都是出於上蒼一番好意。”事實上，這不過“證明統治者們的私心”罷了。
宿命論在希臘的普遍程度，從希腊文学中可見一斑。在古代的寫作風格中，命運常常是史詩、傳説和悲劇的主要元素。希臘也流傳着一個神話，説人的命運操縱在命運三女神的手裏：克洛托(Clotho)紡織生命之紗，拉刻西斯(Lachesis)決定人壽命的長度，當指定時間一到，阿特羅波斯(Atropos)就大剪一揮，了結人的生命。羅馬人也崇拜類似的三合一命運之神。
羅馬人跟希臘人一樣，對自己的命運求索心切，因此都從巴比倫引入了占卜和占星術，還進一步加以發展。羅馬人把用來預測未來的事情稱為兆頭（portena），而兆頭預告的信息就稱為奧敏那（omina）。到了公元前3世紀，占星術成了希臘人當中流行的玩意。公元前62年，迄今已知最早期的希臘天宮圖問世。吉爾伯特·默里教授説，占星術“對古希臘人所生的影響，就像一種新疫症在某個荒蕪小島上擴散起來”，可見希臘人對占星術是十分的沉迷。
希臘人和羅馬人也認為諸神通過靈媒跟人溝通，因此在窺探未來時，他們也不時向靈媒求助。這些見解導致甚麽結果呢？哲學家伯特蘭·羅素説：“恐懼取代了希望。人們窮一生的精力要掙脱厄運，而不再為美好的將來奮鬥。”後來，跟命運有關的信仰也成了一般基督教會爭議的課題。

### 基督宗教
宿命论在“基督徒”當中曾经引起广泛的爭辯。基督教各個宗派就命運所作的爭辯更趨白熱化，令各教會因為意見不一而産生嚴重分歧。
在古希臘和羅馬，人們相信命運已蔚然成風，早期的基督徒就生活在深受這種文化影響的環境裏。他們想弄清楚一個問題：既然上帝無所不知、無所不能、可以“從起初指明末後的事”，他當然早就知道人會墮落犯罪，以及隨之而來的種種悲慘後果，這樣，他又怎算是個滿有愛心的上帝呢？
多産的早期基督教作家俄利根辯稱，人應該記住一個重要因素：人是擁有自由意志的。俄利根寫道：“事實上，《聖經》裏有多不勝數的經文，毫不含糊地確立人有自由意志這麽一回事。”
俄利根説，人得對自己的行為負責。把事情怪在某種外在力量上是“不正確、不恰當的。這樣説的人，旨在摒除人有自由意志的觀念罷了”。俄利根也説，上帝能「預知」事態發展，跟上帝想「預定」事情發生或想要操縱事情，不應該被混為一談。
深具影響力的教父奧古斯丁（公元354年－430年）認為，在決定一個人的命運這一方面，自由意志其實無足輕重。他這番話使爭論變得更加複雜。宿命論得以在一般基督教會裏奠基，全是拜奧古斯丁所賜。他的著作成了中世紀人們討論的中心課題。

## 传播
命運的觀念還不僅限於西方社會。每逢災禍發生，回教徒常會説“Takdir！”，意思是“天意！”，反映出他們同樣篤信命運。誠然，不少東方宗教雖主張人能主宰自己的命運，但教義多少都帶有宿命論的成分。
例如，印度教信徒、佛教乃至於中國的道教，都相信業，或者報應，也就是人今生的功過會決定他來生的命運，是逃避也逃避不來的。而今生的命運是取自於上輩子的功過，大多是出生前就決定好了的。
中國最早期的文字──甲骨文是刻在龜甲、牛骨上的，而龜甲、牛骨是用來占卜的，古人認為命運早就是註定的。另外，宿命論也是美洲原住民信仰的一部分。舉個例，阿兹特克人就制訂出占卜曆書，好讓人查看自己的命運。即使遠至非洲，宿命論也十分普遍。
其實，這麽多人接受命運的觀念，不過表明人有個基本需要，就是得信靠一股高强的力量。約翰·諾斯在《人類的宗教》裏寫道：“宗教都有個共同點，就是説人不是也不能獨自生存。人跟大自然和他外在的社會息息相關，甚至得依賴它們才可以繼續活下去。人或多或少都意識到，人是無法遺世獨立、不假外求的。”

## 外部連結
- Fatalism vs. Free Will（页面存档备份，存于） from Project Worldview